# Ратыня
Ратыня — река в Сандовском районе Тверской области России. Правый приток Мологи (бассейн Волги). Бассейн реки охватывает северную, северо-западную и центральную части Сандовского района. Длина реки — 69 км, площадь бассейна — 655 км².
Исток у деревни Кстинкино Сандовского района, в 5 км к северу от посёлка Сандово. Протекает по территории Сандовского района в южном, юго-западном и западном направлении в том числе по западной окраине Сандово. Ратыня впадает в Мологу в двух километрах к западу от деревни Тюхтово.
Небольшие деревни, расположенные по берегам реки: Глебани, Куниково, Песочная, Желонки, Шерепово, Удали, Детково, Овсище, Глебенки, Заречье (нежилая), Старая Выставка, Павское, Новая Выставка, Ратыня (нежилая). Левые притоки — р. Орудовка (устье недалеко от пос. Сандово), р. Быковка (устье в километре к западу от дер. Сушигорицы), р. Малина (устье чуть ниже дер. Удали), правый приток — р. Саванка (устье чуть выше дер. Старая Выставка).